# Rhabdomastix (Rhabdomastix) shardiana
Rhabdomastix (Rhabdomastix) shardiana is een tweevleugelige uit de familie steltmuggen (Limoniidae). De soort komt voor in het Oriëntaals gebied.